# Dutch Open 1999
Il Dutch Open 1999 (conosciuto anche come Grolsch Open) è stato un torneo di tennis giocato sulla terra rossa.
È stata la 42ª edizione del Dutch Open, che fa parte della categoria International Series nell'ambito dell'ATP Tour 1999. Si è giocato ad Amsterdam nei Paesi Bassi, dal 2 all'8 agosto 1999.

## Campioni

### Singolare
Younes El Aynaoui ha battuto in finale  Mariano Zabaleta con il punteggio di 6–0, 6–3

### Doppio
Paul Haarhuis /  Sjeng Schalken hanno battuto in finale  Devin Bowen /  Eyal Ran con il punteggio di 6–3, 6–2